# Jaroslav Krček
Jaroslav Krček (født 22. april 1939 i Čtyři Dvory, Tjekkiet) er en tjekkisk komponist, dirigent, radioproducer og opfinder af musikinstrumenter.
Krček studerede komposition og direktion på Musikkonservatoriet i Prag hos bl.a. Miloslav Kabeláč. Han har skrevet 5 symfonier, værker, kammermusik, korværker, vokalmusik, koncertmusik, filmmusik etc.
Krček var tekniker på Tjekkisk Radio, og var direktør for pladeselskabet Supraphon, som indspiller primært tjekkisk musik og værker af komponister fra Tjekkiet. Han har tillige studeret den tjekkiske folklore, og er opfinder af mangeartede instrumenter.

## Udvalgte værker
- Symfoni nr. 1 (1974) - for orkester
- Symfoni nr. 2 (1983/1985) - for kor og kammerorkester
- Symfoni nr. 3 "Jan Amos Comenius" (1990) - for fortæller, blandet kor og orkester
- Symfoni nr. 4 (2000) "Ønsket" - for mezzosopran og kammerorkester
- Symfoni nr. 5 (2007) "Renæssance" - for orkester
- Violinkoncert (1980) - for violin og orkester